# Pelecopsis modica
Pelecopsis modica är en spindelart som beskrevs av Paul Hillyard 1980. Pelecopsis modica ingår i släktet Pelecopsis och familjen täckvävarspindlar. Inga underarter finns listade i Catalogue of Life.